# Boynitsa (huyện)
Boynitsa là một huyện thuộc tỉnh Vidin, Bungaria. Dân số thời điểm năm 2001 là 2270 người.